# Étienne Pélabon
 (juillet 2023).
Si vous disposez d'ouvrages ou d'articles de référence ou si vous connaissez des sites web de qualité traitant du thème abordé ici, merci de compléter l'article en donnant les références utiles à sa vérifiabilité et en les liant à la section « Notes et références ».
Pour les articles homonymes, voir Pelabon.

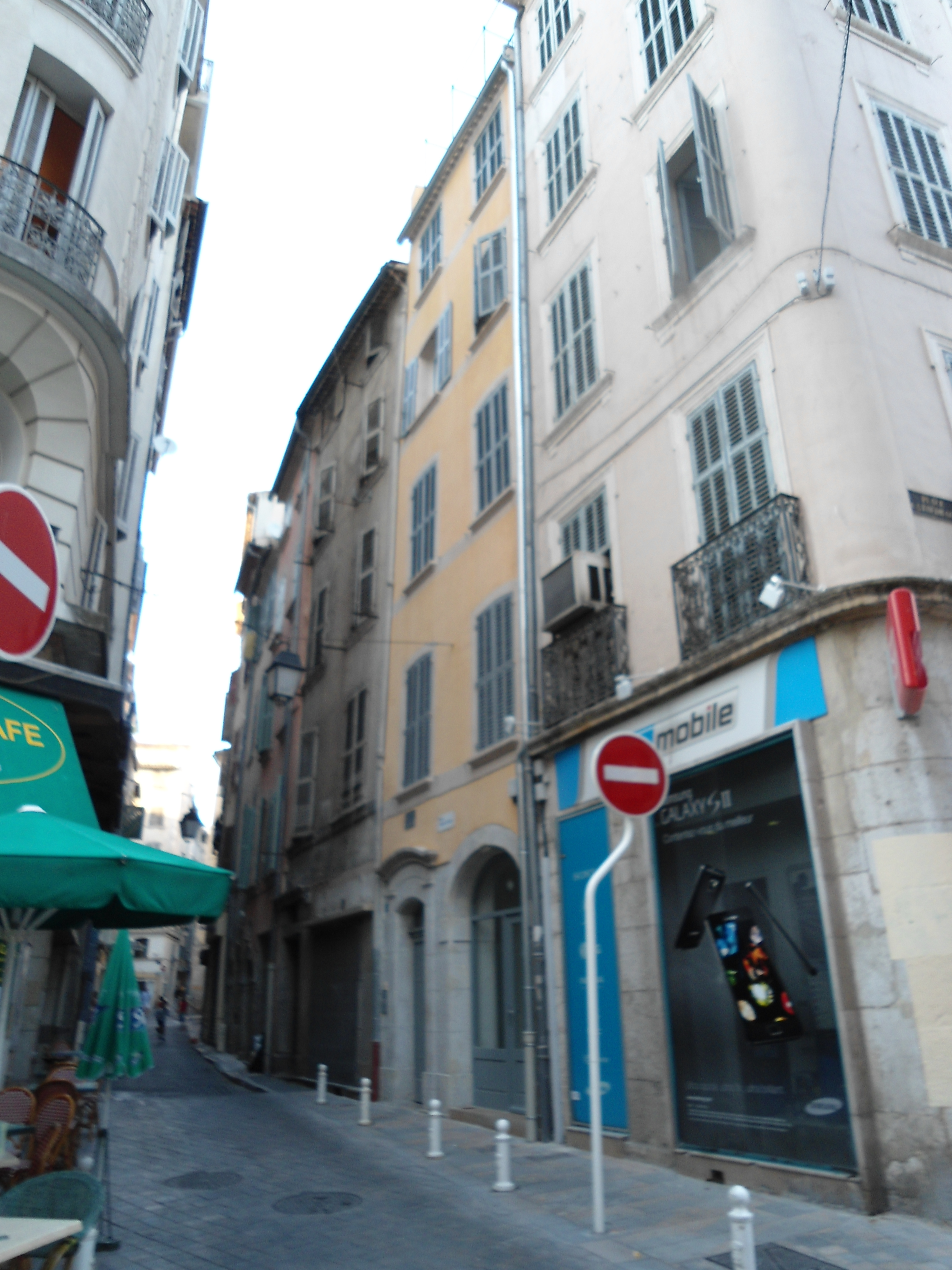
Maison natale d'Estienne Pelabon à Toulon (3e bâtiment en partant du coin de rue à droite)

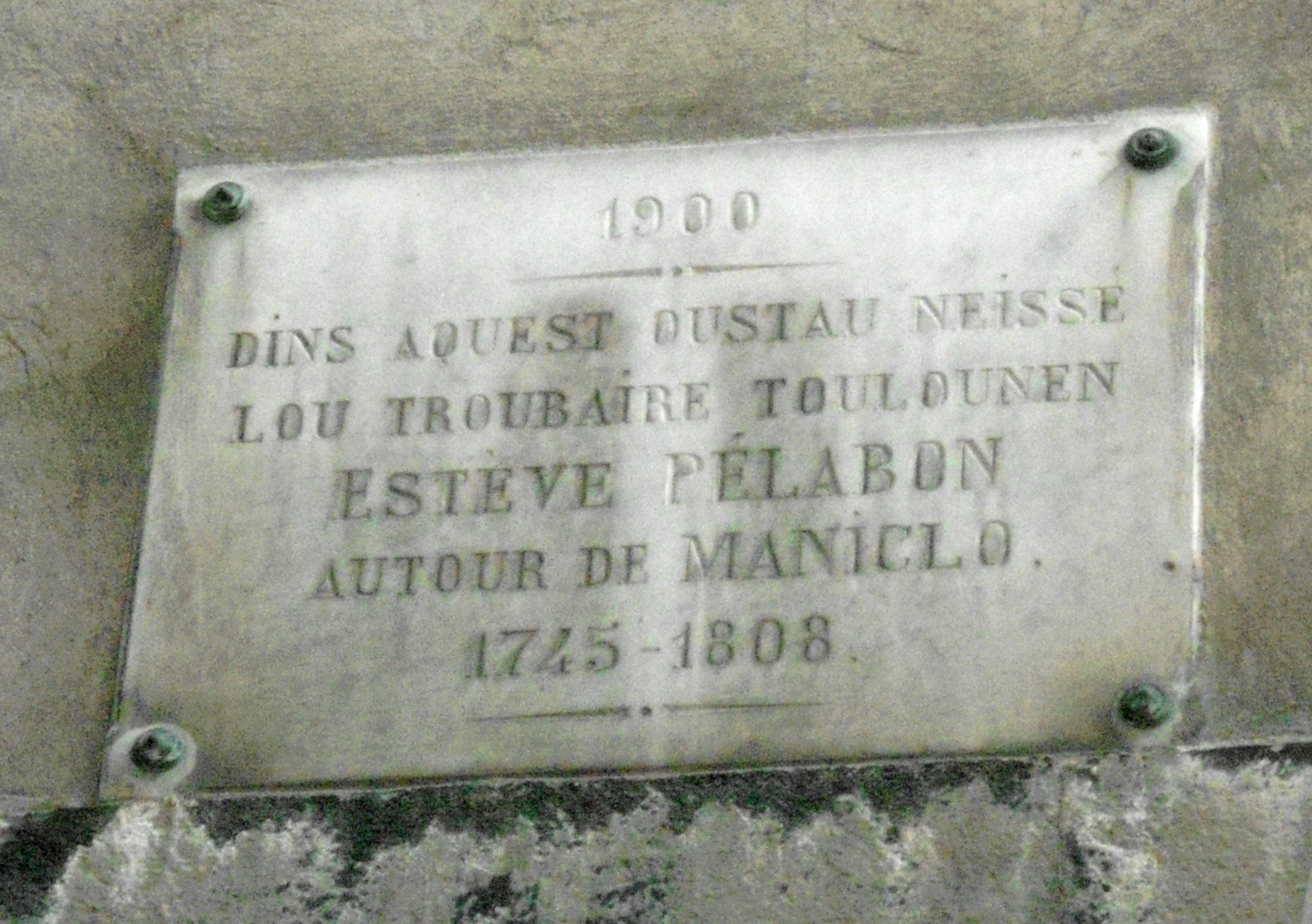
Plaque posée sur la maison natale qui indique en provençal : "Dans cette maison naquit le trouvère toulonnais Etienne Pelabon auteur de Maniclo"

Étienne Pelabon (né le 25 janvier 1745 à Toulon et mort le 1er novembre 1808 peut-être à Marseille) est un écrivain provençal de langue d'oc.

## Biographie

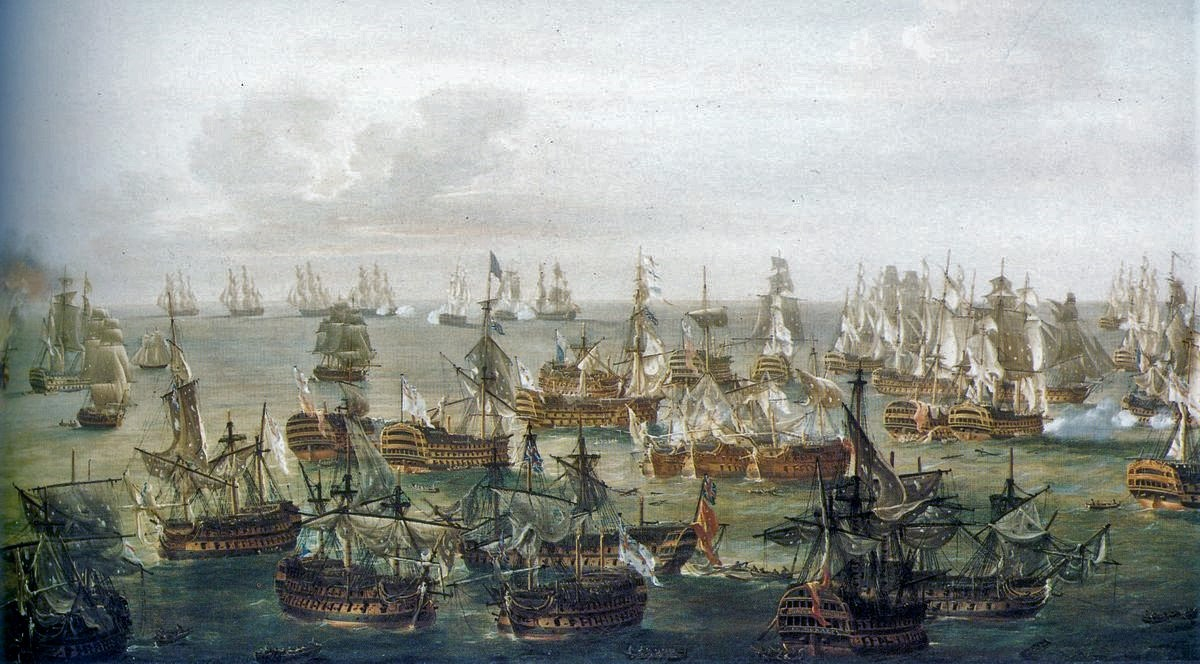
Bataille de Trafalgar où se seraient perdus les manuscrits de deux pièces.

La plupart des faits de la vie de Pélabon ont été transmis par Jan Monné, auteur de l'avant-propos de l'édition de 1901, préfacée par Frédéric Mistral.
Né à Toulon, Pélabon fut d'abord machiniste de théâtre dans sa ville natale puis à Marseille. 
Par la suite, il publia d'autres œuvres telles que La réunion patriotique vo Minerve à Toulon (1790) , Matiu e Ana (1792) et Lou sèns-culoto à Niço (1793), composition traitant de l'entrée des armées de la Convention dans Marseille qui fut motivée par la menace qui pesait sur lui car il était accusé d'être pro-aristocrate. Selon Jan Monné, les manuscrits de ces deux dernières pièces furent perdus car leur auteur les légua à son fils Louis-Étienne qui, aspirant de marine, les perdit à Cadix lors du naufrage de son bateau après la bataille de Trafalgar.
Sa maison natale de la rue des Boucheries (proche de la Cathédrale) porte une plaque en souvenir de Pélabon et de Maniclo.

## Maniclo ou Lou Groulié bel esprit
Son nom reste associé à sa comédie la plus célèbre : Maniclo (Manicla en norme classique de l'occitan). Cette pièce conte les amours de Suseto (la fille du cordonnier éponyme) et de Tribord, son fiancé (également fils adoptif de Maniclo) qui s'est fait matelot avant de partir pour un long voyage mais non sans avoir obtenu la main de Suseto qu'il doit épouser à son retour. Entre-temps, Maniclo, se voyant hissé au rang de syndic de sa corporation et ayant reçu une demande en mariage faite par le marchand fortuné (Trottoir), cherche à faire croire à sa fille que Tribord ne reviendra pas. Ce dernier revient heureusement à temps pour reprendre sa place tout en ménageant son père adoptif et futur beau-père. Il faut également souligner qu'un certain nombre de scènes sont ponctuées d'airs chantés qui prolongent les tirades.
Selon le critique Robert Lafont l'édition de 1790 de la pièce Maniclo se serait vendue au nombre de 12 000 exemplaires.

## Éditions en ligne
- Édition de 1821 (fac-similé).
- Édition de 1901.